# Coleophora liriophorella
Coleophora liriophorella é uma espécie de mariposa do gênero Coleophora pertencente à família Coleophoridae.